# José Luis Rodríguez (football, 1963)
Pour les articles homonymes, voir José Luis Rodríguez.
José Luis « El Puma » Rodríguez (né le 21 juillet 1963 à Buenos Aires en Argentine) est un joueur de football argentin.

## Biographie
El Puma Rodríguez commence sa carrière pro en 1984 avec le Deportivo Español et inscrit 63 buts pour le club, devenant le Goleador de la Primera División Argentina en 1987-1988.
Il joue une brève période au Betis Séville avant de retourner en Argentine pour retourner au Deportivo Español puis au Rosario Central, au Racing Club et à l'Olimpo. En 1996, il joue également au Deportivo Cuenca en Équateur.

## Palmarès
| Saison | Équipe            | Titre              |
| ------ | ----------------- | ------------------ |
| 1984   | Deportivo Español | Primera B Nacional |